# Pagano Sports Cars

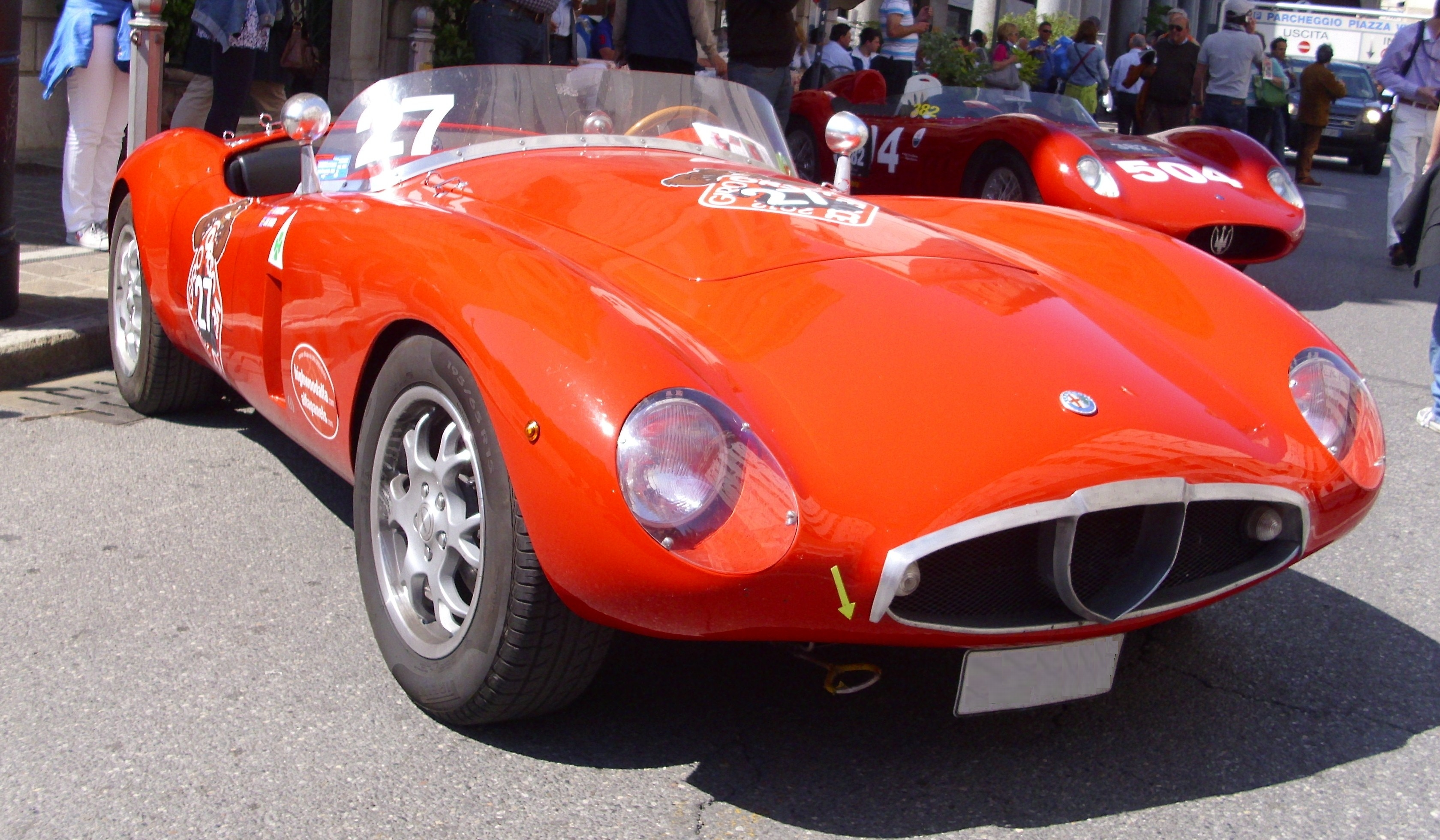
Pagano

Unter dem Namen Pagano Sports Cars stellt die schwedische Jan Warg AB Automobile her.

## Unternehmensgeschichte
Das Unternehmen aus Karlstad begann 1998 mit der Produktion von Automobilen. Der Markenname lautet Pagano.

## Fahrzeuge
Das Unternehmen stellt Kit Cars her. Das einzige Modell ist ein Nachbau des Ferrari 500 Mondial bzw. des Ferrari 750 Monza. Das Rohrrahmenfahrgestell ist dafür ausgelegt, Einbaumotoren von Alfa Romeo aufzunehmen. Verwendet werden können Vierzylindermotoren mit 1800 bis 2000 cm³ Hubraum und V6-Motoren mit 2500 bis 3200 cm³ Hubraum. Die Fahrzeuge besitzen eine De-Dion-Hinterachse.